# Epiplatys barmoiensis
Epiplatys barmoiensis är en fiskart som beskrevs av Scheel, 1968. Epiplatys barmoiensis ingår i släktet Epiplatys och familjen Nothobranchiidae. IUCN kategoriserar arten globalt som starkt hotad. Inga underarter finns listade i Catalogue of Life.